# Canoagem nos Jogos Olímpicos de Verão de 2016 - K-2 1000 m masculino
A competição do K-2 1000 m masculino da canoagem nos Jogos Olímpicos de Verão de 2016 realizou-se nos dias 17 (provas eliminatórias e semifinais) e 18 de agosto (finais), no Estádio da Lagoa.

## Calendário
Horário local (UTC-3)
| Dia          | Horário | Fase          |
| ------------ | ------- | ------------- |
| 17 de agosto | 09:00   | Eliminatórias |
| 17 de agosto | 10:26   | Semifinal     |
| 18 de agosto | 09:00   | Final         |

## Medalhistas
| Ouro   | GER Max Rendschmidt e Marcus Gross  |
| Prata  | SRB Marko Tomićević e Milenko Zorić |
| Bronze | AUS Ken Wallace e Lachlan Tame      |

## Resultados

### Eliminatórias
Os melhores barcos de cada bateria avançam para as finais A, os demais disputam as semifinais.

#### Bateria 1
| Pos. | Canoísta                       | CON                 | Tempo    | Notas |
| ---- | ------------------------------ | ------------------- | -------- | ----- |
| 1    | Max Rendschmidt Marcus Gross   | GER Alemanha        | 3:19.258 | Q     |
| 2    | Erik Vlček Juraj Tarr          | SVK Eslováquia      | 3:24.728 | SF    |
| 3    | Tibor Hufnágel Benjámin Ceiner | HUN Hungria         | 3:25.580 | SF    |
| 4    | Arnaud Hybois Étienne Hubert   | FRA França          | 3:25.654 | SF    |
| 5    | Jorge García Reiner Torres     | CUB Cuba            | 3:25.711 | SF    |
| 6    | Daniel Havel Jan Štěrba        | CZE República Checa | 3:53.907 | SF    |

#### Bateria 2
| Pos. | Canoísta                           | CON             | Tempo    | Notas |
| ---- | ---------------------------------- | --------------- | -------- | ----- |
| 1    | Marko Tomićević Milenko Zorić      | SRB Sérvia      | 3:15.298 | Q     |
| 2    | Ken Wallace Lachlan Tame           | AUS Austrália   | 3:23.019 | SF    |
| 3    | Ričardas Nekriošius Andrej Olijnik | LTU Lituânia    | 3:24.246 | SF    |
| 4    | Emanuel Silva João Ribeiro         | POR Portugal    | 3:26.284 | SF    |
| 5    | Nicola Ripamonti Giulio Dressino   | ITA Itália      | 3:30.429 | SF    |
| 6    | Yevgeniy Alexeyev Alexey Dergunov  | KAZ Cazaquistão | 3:30.433 | SF    |

### Semifinal
Os três melhores barcos de cada grupo avançam para a final A, o restante disputa a final B.

#### Semifinal 1
| Pos. | Canoísta                          | CON             | Tempo    | Notas |
| ---- | --------------------------------- | --------------- | -------- | ----- |
| 1    | Ken Wallace Lachlan Tame          | AUS Austrália   | 3:16.635 | FA    |
| 2    | Nicola Ripamonti Giulio Dressino  | ITA Itália      | 3:17.942 | FA    |
| 3    | Tibor Hufnágel Benjámin Ceiner    | HUN Hungria     | 3:18.474 | FA    |
| 4    | Yevgeniy Alexeyev Alexey Dergunov | KAZ Cazaquistão | 3:18.858 | FB    |
| 5    | Arnaud Hybois Étienne Hubert      | FRA França      | 3:21.100 | FB    |

#### Semifinal 2
| Pos. | Canoísta                           | CON                 | Tempo    | Notas |
| ---- | ---------------------------------- | ------------------- | -------- | ----- |
| 1    | Emanuel Silva João Ribeiro         | POR Portugal        | 3:18.099 | FA    |
| 2    | Ričardas Nekriošius Andrej Olijnik | LTU Lituânia        | 3:18.526 | FA    |
| 3    | Erik Vlček Juraj Tarr              | SVK Eslováquia      | 3:19.372 | FA    |
| 4    | Daniel Havel Jan Štěrba            | CZE República Checa | 3:21.569 | FB    |
| 5    | Jorge García Reiner Torres         | CUB Cuba            | 3:23.466 | FB    |

### Final

#### Final B
| Pos. | Canoísta                          | CON                 | Tempo    | Notas |
| ---- | --------------------------------- | ------------------- | -------- | ----- |
| 1    | Jorge García Reiner Torres        | CUB Cuba            | 3:18.768 |       |
| 2    | Arnaud Hybois Étienne Hubert      | FRA França          | 3:19.415 |       |
| 3    | Yevgeniy Alexeyev Alexey Dergunov | KAZ Cazaquistão     | 3:20.827 |       |
| 4    | Daniel Havel Jan Štěrba           | CZE República Checa | 3:25.966 |       |

#### Final A
| Pos.              | Canoísta                           | CON            | Tempo    | Notas |
| ----------------- | ---------------------------------- | -------------- | -------- | ----- |
| Medalha de ouro   | Max Rendschmidt Marcus Gross       | GER Alemanha   | 3:10.781 |       |
| Medalha de prata  | Marko Tomićević Milenko Zorić      | SRB Sérvia     | 3:10.969 |       |
| Medalha de bronze | Ken Wallace Lachlan Tame           | AUS Austrália  | 3:12.593 |       |
| 4                 | Emanuel Silva João Ribeiro         | POR Portugal   | 3:12.889 |       |
| 5                 | Ričardas Nekriošius Andrej Olijnik | LTU Lituânia   | 3:14.748 |       |
| 6                 | Nicola Ripamonti Giulio Dressino   | ITA Itália     | 3:14.883 |       |
| 7                 | Tibor Hufnágel Benjámin Ceiner     | HUN Hungria    | 3:15.387 |       |
| 8                 | Erik Vlček Juraj Tarr              | SVK Eslováquia | 3:15.916 |       |